# Relargagem
A relargagem, por vezes referenciada com sua designação em inglês como salting-out, é um processo pelo qual substâncias solúveis em água são excluídas da fase aquosa pela adição de sais.  O resultado pode ser uma precipitação, i.e. formação de uma fase sólida, ou a separação de uma segunda fase líquida, geralmente constituída de um ou mais compostos orgânicos. O fundamento deste efeito consiste no aumento da força iônica da fase aquosa, que acarreta a diminuição da solubilidade de inúmeros compostos covalentes ou iônicos.

## Sabão
A aplicação histórica mais antiga da relargagem é a preparação do sabão, na qual a adição de sal provoca a formação das fases distintas, do sabão sólido e da glicerina após o processo de saponificação, permitindo a separação dos componentes.

## Sais
Para a aplicação do processo com compostos iônicos, o sal adicionado deve ser mais solúvel que aquele que se deseja precipitar. Um exemplo é a formação do benzenossulfonato de sódio a partir do ácido benzenossulfônico e do cloreto de sódio. A finalidade neste caso é a separação e purificação do ácido benzenossulfônico da mistura reacional após sua síntese.

## Compostos orgânicos covalentes
Uma importante aplicação das técnicas de relargagem é a separação de compostos orgânicos covalentes, tanto a partir de misturas reacionais, como de destilados resultantes de destilação por arraste de vapor, tais como os óleos essenciais de origem vegetal. A adição de sal diminui a solubilidade destes compostos facilitando sua separação. No laboratório químico os procedimentos extrativos feitos com o funil de separação são frequentemente facilitados pela adição de sal, que também ajuda a evitar a emulsificação da fase orgânica.

## Proteínas
A relargagem das proteínas constitui atualmente procedimento de rotina de muitos laboratórios bioquímicos. Os sais mais utilizados para esta finalidade são o sulfato de amônio e o fosfato de potássio, pois estes compostos se dissociam fortemente, fornecendo íons fortemente carregados e envolvidos por uma grande capa de solvatação. Com a solubilização do sulfato de amônio, os íons ligam-se a uma grande proporção das moléculas de água. Quanto mais sal é adicionado menos moléculas de água restam disponíveis para interagir com as proteínas. Com a adição de sal algumas proteínas, a partir de uma determinada concentração, não podem mais permanecer em solução e acabam por precipitar-se. A relargagem corresponde assim também a um processo de desidratação.
Como as diferentes proteínas se diferenciam umas das outras em sua solubilidade, este método pode ser utilizado para separá-las umas das outras (fracionamento por sal). Algumas proteínas podem também ser desnaturadas pela adição de sal. Além da concentração de sal, também a velocidade da adição tem influência na separação. Em geral o sal é adicionado em forma sólida e em pequenas porções. Somente após a completa dissolução do sal é adicionada uma nova porção.
Para pequenas amostras, pode-se também adicionar o sal sob forma de uma solução saturada (de sulfato de amônio, na prática mais corrente), com o possível inconveniente de que o volume total pode aumentar muito neste método.
A proteína precipitada é então separada por centrifugação, e o sal nela retido pode ser retirado por diálise.